# Autobianchi A111
L'Autobianchi A111 è un'autovettura prodotta in due serie dalla casa automobilistica italiana Autobianchi tra il 1969 ed il 1972.

## Il contesto storico
Dante Giacosa avrebbe voluto, per rimpiazzare la vetusta Fiat 1300, una moderna vettura di classe media dotata di trazione anteriore. I risultati della sperimentazione condotti, a partire dal 1964, con l'Autobianchi Primula erano stati, del resto, decisamente buoni, sia in termini di comportamento stradale che di sfruttamento dello spazio interno (grazie alla possibilità di collocare trasversalmente il motore e di evitare che l'albero di trasmissione attraversasse l'intero corpo vettura).
Con queste intenzioni Giacosa avviò il progetto 123, ma l'ostracismo della gestione Fiat costrinse l'ufficio tecnico ad accantonare il progetto e a concentrarsi sulla più tradizionale 124 a trazione posteriore.
Il progetto 123, tuttavia, non venne buttato, ma servì da base per lo sviluppo di una nuova berlina a trazione anteriore, da vendere con marchio Autobianchi come erede della Primula.
Nel 1967 infatti, mentre procedevano gli studi per la realizzazione della futura A112, la direzione dell'Autobianchi riteneva di dover sostituire la "Primula" con una vettura a carrozzeria a tre volumi. Fu scelto dunque di recuperare il modello di stile eseguito per la "123" e di ritoccarlo per utilizzare anche componenti destinati ad altre vetture del gruppo.

## La nascita
La "A111" (nome commerciale della nuova berlina) aveva una meccanica con elementi al passo con i tempi (motore anteriore trasversale, sospensioni anteriori a ruote indipendenti, ammortizzatore di sterzo, impianto frenante sdoppiato, a dischi sulle quattro ruote, servofreno Bonaldi e correttore di frenata al retrotreno, ventola radiatore elettrica) ed elementi convenzionali (avantreno a triangoli oscillanti inferiori con molla a balestra trasversale, tipica soluzione Fiat dell'epoca (schematicamente risalente addirittura alla Topolino del '36), in funzione anche di barra stabilizzatrice, retrotreno ad assale rigido con molle a balestra e cambio a soli 4 rapporti anche se sincronizzati). Molto tradizionale la linea (una berlina a 3 volumi dalle forme decisamente squadrate), che mescolava elementi d'ispirazione 124 a soluzioni che anticipavano la 128 (a cui somigliava parecchio). Un occhio particolare (per l'epoca) alla sicurezza: carrozzeria a deformazione programmata, bordo sottoplancia imbottito, piantone sterzo ripiegabile in tre segmenti, attacchi per le cinture di sicurezza (anche posteriori).
Il pianale era quello della Primula coupé S con varie migliorie come, ad esempio, il servofreno e l'ammortizzatore di sterzo
Molto curate erano le finiture interne con sedili in panno, skai o misti, skai con inserto centrale in panno, inserti in legno su plancia, pavimento rivestito in moquette e bracciolo ribaltabile per i sedili posteriori. Una nota di classe era data dalla presenza, in basso, vicino alla leva del cambio, di un portasigarette apribile e dei posacenere anche per i posti posteriori, posizionati sui braccioli delle porte nonché il gancio appendi borsa sul pannello della portiera destra, senza trascurare la luce d'ingombro rossa sui battenti delle portiere anteriori. Notevole per l'epoca e la categoria della vettura anche il fatto che, all'interno, nessun lamierato fu lasciato alla vista.
La A111 era mossa da un 4 cilindri con albero a camme nel basamento di 1438 cm³ da 70 CV DIN (75 SAE), lo stesso della Fiat 124 Special ma alimentato da un carburatore doppio corpo parallelo Weber 32DFB, come già sulla Primula coupé S, grazie al quale aveva prestazioni brillanti e superiori alla berlina Fiat, accoppiato ad un cambio manuale a quattro marce sincronizzate per una velocità massima dichiarata di 155 km/h. Interessante anche la presenza della frizione, comandata idraulicamente , senza cuscinetto reggispinta e con pompa condotta integrata nella fusione della campana frizione, al fine di migliorare il comfort e ridurre l'ingombro del meccanismo di comando nel vano motore.

## Evoluzione
Nel 1970 venne presentata la seconda serie con qualche lieve ritocco (gruppi ottici posteriori raddoppiati, eliminazione del profilo cromato dalla griglia d'aerazione sul cofano motore, varie migliorie agli interni tra cui l'estensione delle finiture in legno anche alle portiere, plancia ritoccata con lo spostamento del portaoggetti nel sottoplancia davanti al sedile del passeggero, volante della Fiat 125, leggero arretramento della leva di comando del cambio, spostamento della centralina fusibili dalla consolle centrale alla classica posizione Fiat a sinistra sotto la plancia, paraurti anteriori e posteriori senza rostri e con inserto in gomma); uscì improvvisamente di listino nel novembre 1972 (ma le immatricolazioni proseguirono fino all'anno successivo), senza essere sostituita da altri modelli con lo stesso marchio, allorché la Fiat decise di attribuire il ruolo di vettura di classe alla Lancia Beta. Ne furono costruiti poco meno di 58000 esemplari.
Ottima stradista su autostrada, dove poteva tenere agevolmente i 135/140 km/h, nonché sul misto, in montagna e sulla neve, grazie alla trazione anteriore, scontò il ruolo di vettura troppo innovativa e non ebbe il meritato successo commerciale, per via della scarsa pubblicità che le fu data, del prezzo non troppo competitivo (un milione e trecentosettantamila lire nel 1970) e della concorrenza interna, prima della Fiat 124 (che aveva un prezzo inferiore), poi anche della Fiat 128. La sua meccanica venne utilizzata, con pochi adattamenti (motore depotenziato, scatola sterzo specifica e freni a tamburo) anche per il furgone Fiat 238.